# Jack Strong (phim)
Jack Strong là một bộ phim sử thi của Ba Lan ra mắt năm 2014, đạo diễn bởi Władysław Pasikowski và thủ vai bởi Marcin Dorociński, Maja Ostaszewska, Dagmara Dominczyk và Patrick Wilson. Bộ phim được kể lại thông qua cuộc đời của Ryszard Kukliński, một đại tá quân đội Ba Lan làm việc do thám cho Cơ quan Tình báo Trung ương Hoa Kỳ vào thời Chiến tranh Lạnh.

## Tóm tắt
Sau Chiến tranh thế giới thứ hai, Ba Lan rơi vào tay của Liên Xô và phe cộng sản lúc đấy đang ngày một bành trướng để đàn áp, dẫn tới sự lo sợ từ các nước tự do hơn về mối họa xâm lược và khủng bố của nhà nước Nga Xô viết, điều mà họ đã chứng kiến trước đây. Ryszard Kukliński, một đại tá Ba Lan nổi lên vào những năm 1960 và 1970, nhìn ra nguy cơ mà người Nga đang gây ra ở Ba Lan, và đã quyết định làm việc ngầm cho CIA để giải cứu Tổ quốc khỏi họa cai trị của nhà nước bù nhìn Cộng hòa Nhân dân Ba Lan mà Nga đang áp đặt.

## Diễn viên
- Marcin Dorociński - Ryszard Kukliński
- Maja Ostaszewska - Hania Kuklińska, vợ Ryszard
- Piotr Nerlewski - Bogdan Kukliński, con trai của Hanna and Ryszard
- Józef Pawłowski - Waldemar Kukliński, con trai của Hanna and Ryszard
- Patrick Wilson - David W. Forden, Sĩ quan CIA
- Dagmara Domińczyk - Sue, điệp viên CIA
- Oleg Maslennikov - Viktor Kulikov, Nguyên soái Liên Xô
- Ilja Zmiejew - Tướng quân Szernienko
- Mirosław Baka - đại tá Putek
- Krzysztof Globisz - Tướng Florian Siwicki, Quân đội Nhân dân Ba Lan
- Paweł Małaszyński - Dariusz Ostaszewski
- Dimitri Bilov - Sasha Ivanov
- Krzysztof Pieczyński - Zbigniew Brzeziński, Cố vấn an ninh quốc gia Hoa Kỳ
- Paweł Iwanicki - Walczak
- Zbigniew Zamachowski - đại tá Gendera
- Ireneusz Czop - Marian Rakowiecki
- Piotr Grabowski - điệp viên phản gián
- Krzysztof Dracz - Tướng Wojciech Jaruzelski
- Eduard Bezrodniy - Oleg Penkovsky
- Antoni Barłowski - Kowalik
- Michalina Olszańska - Iza

## Quay phim
Bộ phim được quay từ năm 2013 tại trụ sở lực lượng vũ trang Ba Lan, và có cả cảnh quay ở các thành phố như Warszawa, Gdańsk, Washington, D.C. và Moskva.

## Ra mắt
Bộ phim được ra mắt vào 7 tháng 2 năm 2014 ở Ba Lan, tại Vương quốc Liên hiệp Anh và Bắc Ireland và Cộng hòa Ireland vào bảy ngày sau đó. Bộ phim đến Hoa Kỳ vào ngày 24 tháng 7 năm 2015 nhưng có những hạn chế và quy định nghiêm ngặt.